# Pringleochloa
Pringleochloa es un género monotípico de plantas herbáceas,  perteneciente a la familia de las poáceas. Su única especie: Pringleochloa stolonifera (E.Fourn.) Scribn., es originaria de México.

## Sinonimia
- Atheropogon stolonifer E.Fourn.[2]